# Sandro Munari
Sandro Munari (Cavarzere, 27 marzo 1940) è un ex pilota di rally italiano.

## Carriera
Conosciuto con il soprannome de Il Drago di Cavarzere, la sua notorietà deriva soprattutto dal fatto di essere stato il primo italiano ad aggiudicarsi la Coppa Fia per piloti, nel 1977, a bordo di una Lancia Stratos.
Munari debuttò nelle corse su strada ad alto livello nel 1964, come navigatore di Arnaldo Cavallari, all'epoca il miglior pilota italiano della specialità, con il quale conquistò la vittoria nel Rally di Sardegna e nel Rally di San Martino di Castrozza, a bordo di una Alfa Romeo Giulia TI Super della scuderia Jolly Club.

Munari col navigatore Mario Mannucci su Lancia Stratos HF Alitalia, Sanremo 1975

Iniziò nel 1965 con la partecipazione al campionato nazionale rally e proseguì con le prime vittorie del titolo nazionale nel 1967 e 1969. In campo internazionale la prima vittoria del campionato europeo risale al 1973, intervallata dalla vittoria alla Targa Florio del 1972 e dal quarto posto alla 1000 km di Zeltweg, sempre nel 1972, su una Ferrari 312 PB avendo come compagno di squadra un altro famoso campione italiano, Arturo Merzario.
Fu indissolubilmente legato alla Lancia e al Rally di Monte Carlo, utilizzando le Flavia, Fulvia e soprattutto la Stratos che lo portò al titolo mondiale nel 1977. Col ritiro della Stratos dalle competizioni passò su una Fiat 131. Al Rally di Montecarlo Munari vinse nel 1972 (guidando la Lancia Fulvia Coupé HF, poi per tre anni consecutivi, dal 1975 al 1977.
Nel 1973 Frank Williams gli propose di correre il GP Sudafrica di F.1 su Iso Marlboro-Ford in sostituzione dell'infortunato Nanni Galli, ma l'occasione sfumò per l'opposizione di Cesare Fiorio, direttore sportivo della Lancia.
Dopo il ritiro dal rallysmo mondiale, terminato con 7 vittorie in gare per il campionato mondiale, partecipò fino al 1984 ad alcune competizioni desertiche come il Rally Dakar o il Rally dei Faraoni, utilizzando vetture diverse tra cui anche la Lamborghini LM 002. La sua attività nel mondo sportivo fu descritta in un libro di memorie, in collaborazione con Sergio Remondino: Sandro Munari. Una Vita di Traverso.  Munari ha iniziato anche un'attività di organizzatore di corsi di guida sicura che si svolge presso il circuito di Adria. In quest'ambito ha fondato la Abarth Driving School, di cui è direttore, in collaborazione con Abarth. La scuola è presso il circuito di prova del Gruppo Fiat, a Balocco in provincia di Vercelli.

## Palmarès
- Campione italiano rally nel 1967 e 1969 su Lancia
- Campione europeo rally nel 1973 su Lancia
- Vincitore della Coppa FIA piloti nel 1977 su Lancia
- Vincitore della Mitropa Rally Cup nel 1971 su Lancia
- Vincitore del Rally di Monte Carlo nel 1972, 1975, 1976 e 1977 su Lancia
- Vincitore della Targa Florio nel 1972 su Ferrari
- Vincitore del Tour de Corse nel 1967 e 1976 su Lancia
- Vincitore del Rally di Sanremo nel 1974 su Lancia
- Vincitore del Rally dei Rideau Lakes nel 1974 su Lancia
- Vincitore del Rally del Portogallo nel 1976 su Lancia

## Risultati
Campionato mondiale rally
Risultati ottenuti da Sandro Munari nel Campionato mondiale rally. Fino al 1978 non erano previsti punti, classifica e titolo per i piloti. Nel 1977 e 1978 le gare mondiali erano valide per la Coppa FIA piloti, che teneva conto anche dei risultati nel Campionato europeo rally ed in altre gare.
| 1973 | Scuderia | Vettura                |     |  |  |  |  |  |  |  |  |  |  |  |  | Punti | Pos. |
| ---- | -------- | ---------------------- | --- |  |  |  |  |  |  |  |  |  |  |  |  | ----- | ---- |
| 1973 |          | Lancia Fulvia Coupé HF | Rit |  |  |  |  |  |  |  |  |  |  |  |  | -     |      |

| 1974 | Scuderia | Vettura                                  |  |   |  |   |   |     |   |     |  |  |  |  | Punti | Pos. |
| ---- | -------- | ---------------------------------------- |  | - |  | - | - | --- | - | --- |  |  |  |  | ----- | ---- |
| 1974 | Lancia   | Lancia Fulvia Coupé HF Lancia Stratos HF |  | 3 |  | 1 | 1 | Rit | 3 | Rit |  |  |  |  |       |      |

| 1975 | Scuderia        | Vettura           |   |  |   |  |  |  |  |     |     |     |  |  | Punti | Pos. |
| ---- | --------------- | ----------------- | - |  | - |  |  |  |  | --- | --- | --- |  |  | ----- | ---- |
| 1975 | Lancia Alitalia | Lancia Stratos HF | 1 |  | 2 |  |  |  |  | Rit | Rit | Rit |  |  | -     |      |

| 1976 | Scuderia        | Vettura           |   |  |   |     |  |   |  |   |   |   |  |  | Punti | Pos. |
| ---- | --------------- | ----------------- | - |  | - | --- |  | - |  | - | - | - |  |  | ----- | ---- |
| 1976 | Lancia Alitalia | Lancia Stratos HF | 1 |  | 1 | Rit |  | 3 |  | 2 | 1 | 4 |  |  | -     |      |

| 1977 | Scuderia        | Vettura           |   |  |  |   |  |  |  |  |     |     |    |  | Punti | Pos. |
| ---- | --------------- | ----------------- | - |  |  | - |  |  |  |  | --- | --- | -- |  | ----- | ---- |
| 1977 | Lancia Alitalia | Lancia Stratos HF | 1 |  |  | 3 |  |  |  |  | Rit | Rit | 25 |  | -     |      |

| 1978 | Scuderia       | Vettura                                 |     |  |  |     |     |  |  |     |  |   |    |  | Punti | Pos. |
| ---- | -------------- | --------------------------------------- | --- |  |  | --- | --- |  |  | --- |  | - | -- |  | ----- | ---- |
| 1978 | Lancia Pirelli | Lancia Stratos HF Fiat 131 Abarth Rally | Rit |  |  | Rit | Rit |  |  | Rit |  | 3 | 25 |  | -     |      |

| 1979 | Scuderia | Vettura               |  |  |  |    |  |  |  |  |  |  |  |  | Punti | Pos. |
| ---- | -------- | --------------------- |  |  |  | -- |  |  |  |  |  |  |  |  | ----- | ---- |
| 1979 | Fiat     | Fiat 131 Abarth Rally |  |  |  | 10 |  |  |  |  |  |  |  |  | 1     | 73º  |

| 1980 | Scuderia | Vettura               |  |  |  |  |  |  |  |  |  |  |  |    | Punti | Pos. |
| ---- | -------- | --------------------- |  |  |  |  |  |  |  |  |  |  |  | -- | ----- | ---- |
| 1980 |          | Fiat 131 Abarth Rally |  |  |  |  |  |  |  |  |  |  |  | 10 | 6     | 36º  |

| 1981 | Scuderia | Vettura          |  |  |  |     |  |  |  |  |  |  |  |  | Punti | Pos. |
| ---- | -------- | ---------------- |  |  |  | --- |  |  |  |  |  |  |  |  | ----- | ---- |
| 1981 |          | Dodge Ramcharger |  |  |  | Rit |  |  |  |  |  |  |  |  | 0     |      |

| 1982 | Scuderia | Vettura        |  |  |  |     |  |  |  |  |  |  |  |  | Punti | Pos. |
| ---- | -------- | -------------- |  |  |  | --- |  |  |  |  |  |  |  |  | ----- | ---- |
| 1982 |          | Porsche 911 SC |  |  |  | Rit |  |  |  |  |  |  |  |  | 0     |      |

| 1983 | Scuderia  | Vettura         |  |  |  |     |  |  |  |  |  |  |  |  | Punti | Pos. |
| ---- | --------- | --------------- |  |  |  | --- |  |  |  |  |  |  |  |  | ----- | ---- |
| 1983 | Autodelta | Alfa Romeo GTV6 |  |  |  | Rit |  |  |  |  |  |  |  |  | 0     |      |

| 1984 | Scuderia             | Vettura                      |  |  |  |     |  |  |  |  |  |  |  |  | Punti | Pos. |
| ---- | -------------------- | ---------------------------- |  |  |  | --- |  |  |  |  |  |  |  |  | ----- | ---- |
| 1984 | International Casino | Toyota Celica Twin-Cam Turbo |  |  |  | Rit |  |  |  |  |  |  |  |  | 0     |      |

| Legenda | 1º posto | 2º posto | 3º posto | A punti | Senza punti | Ritirato | Squalificato | NP=Non partito C=Gara cancellata | Apice=Power stage |